# سنت هاوس (دانشگاه لندن)
سنت هاوس (انگلیسی: Senate House) مرکز اداری دانشگاه لندن است.
این ساختمان که در ناحیه بلومزبوری قرار دارد در سال ۱۹۳۲ شروع به ساخت و در سال ۱۹۳۷ ساخت آن به پایان رسیده است، سنت هاوس توسط چارلز هولدن معمار انگلستانی با ۱۹ طبقه و ۶۴ متر ارتفاع ساخته شده است.

## نگارخانه

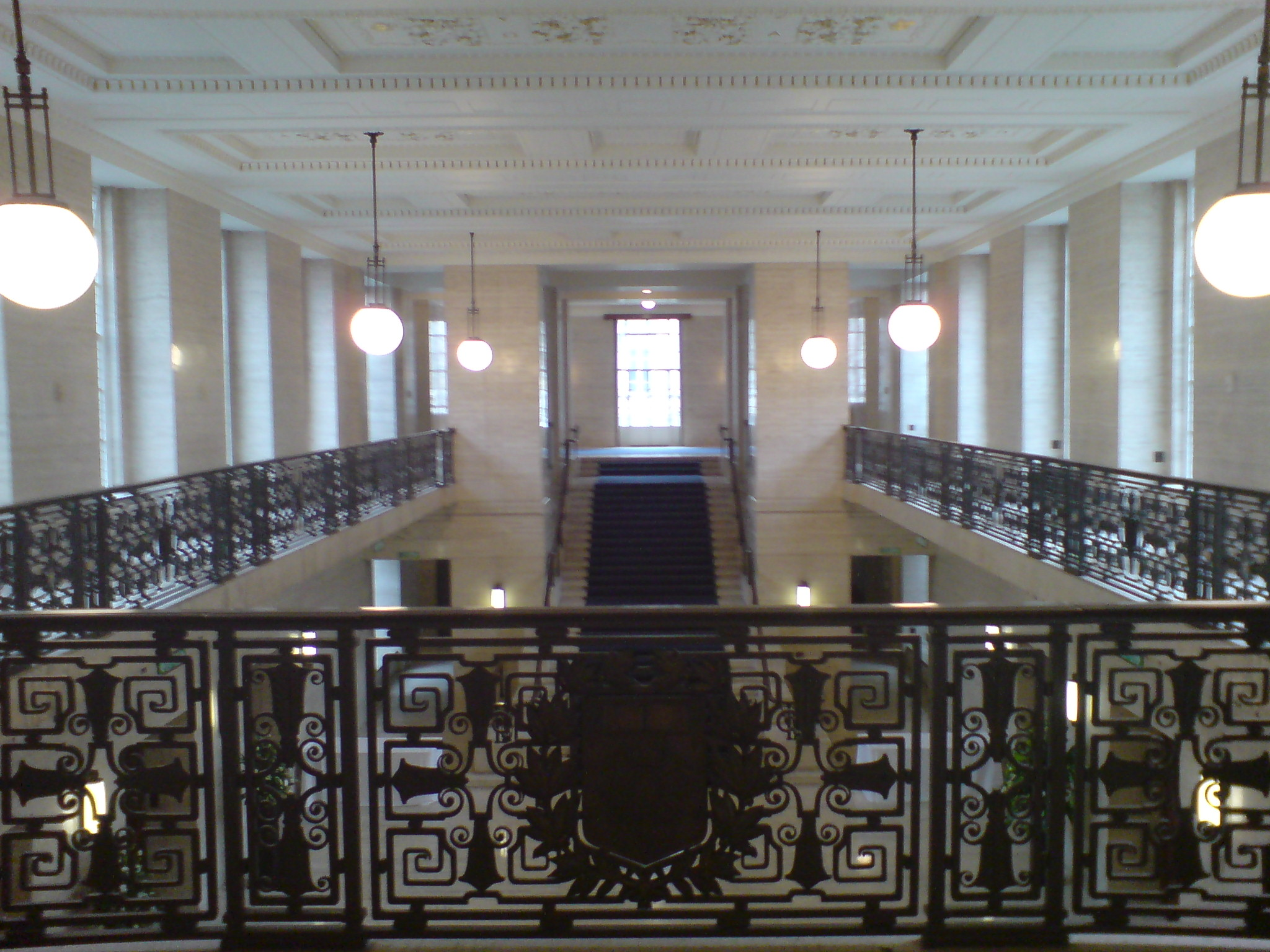
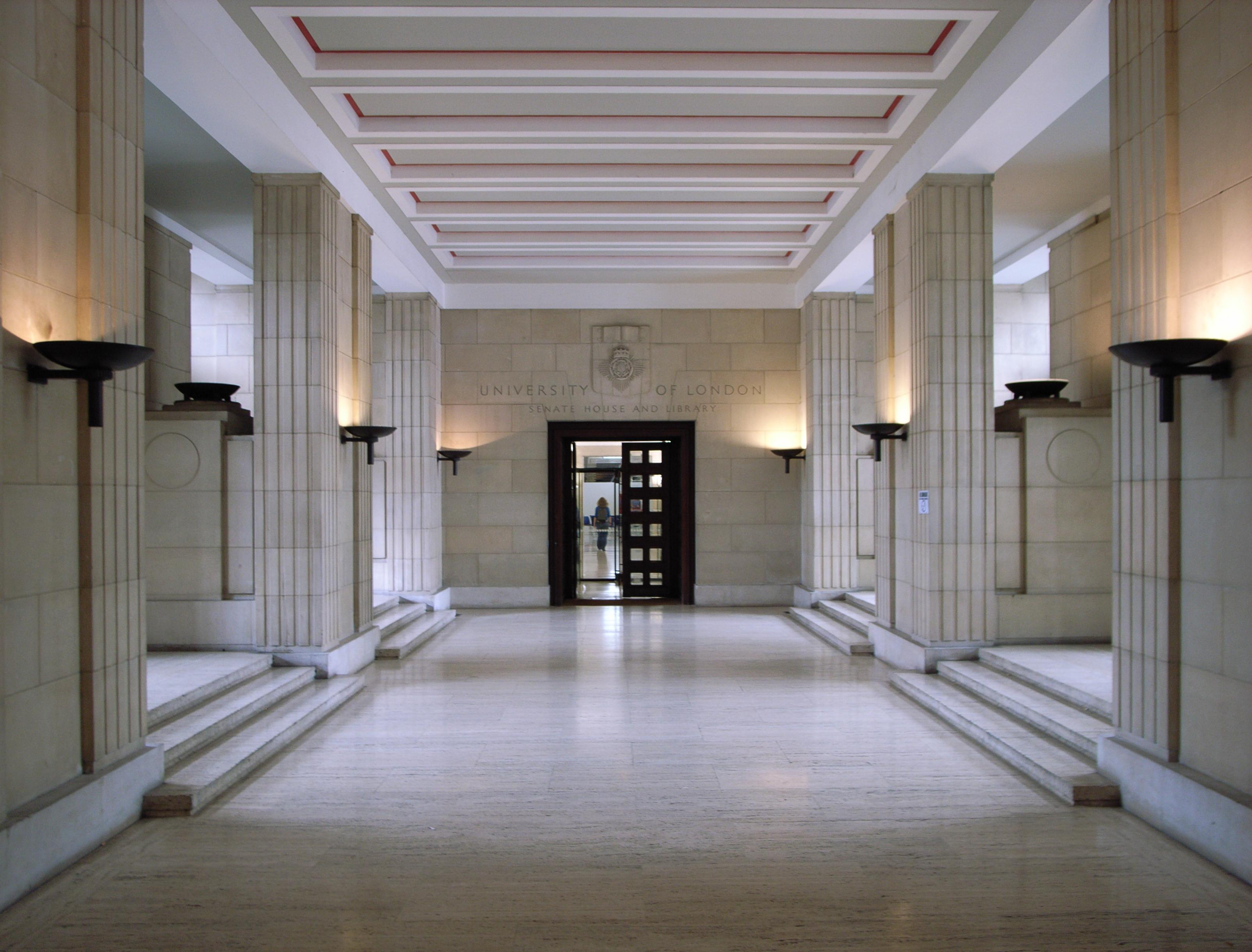
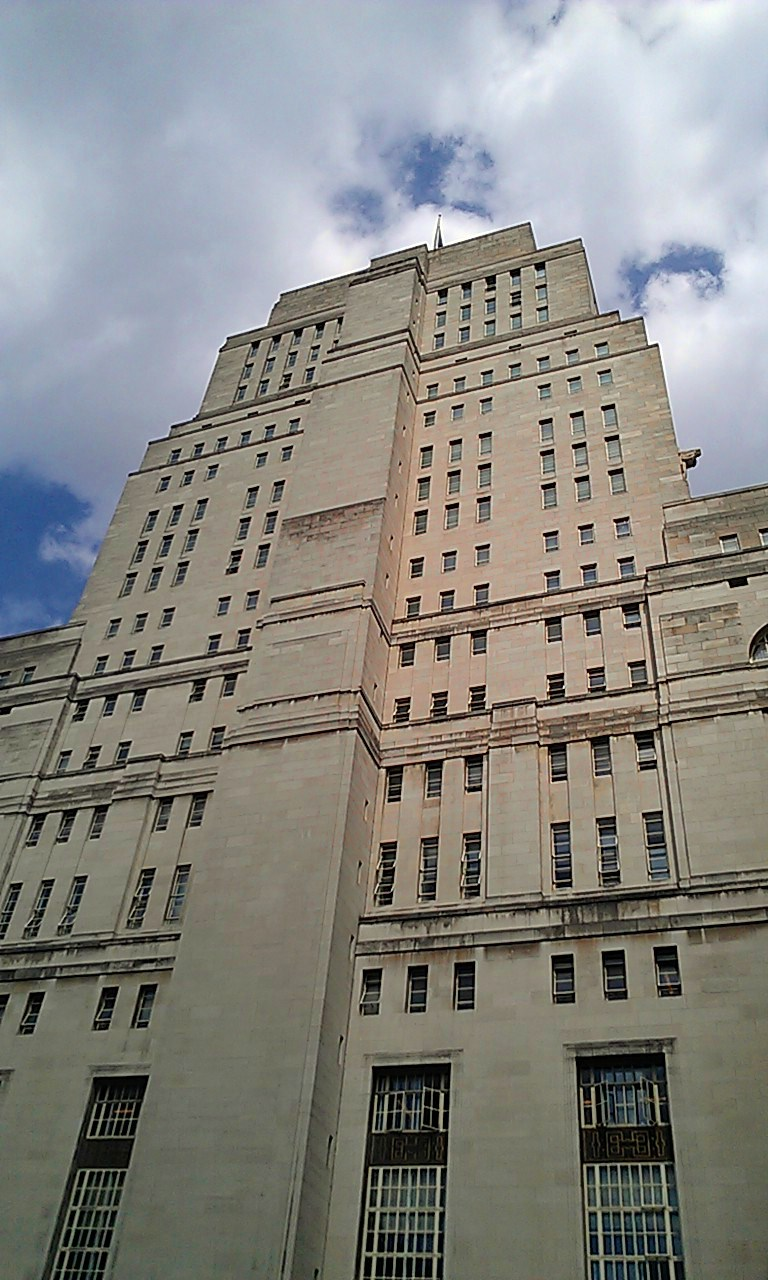
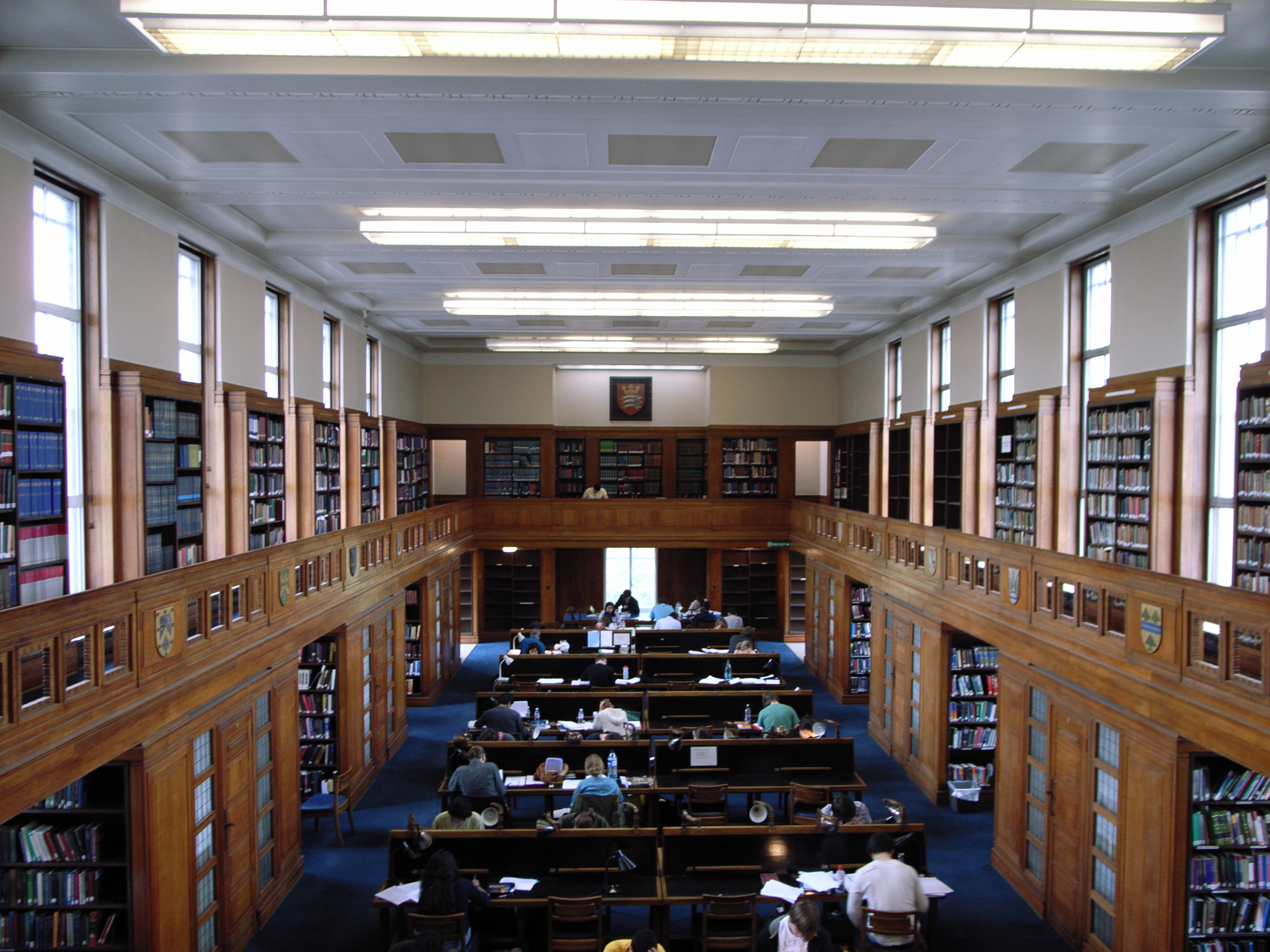
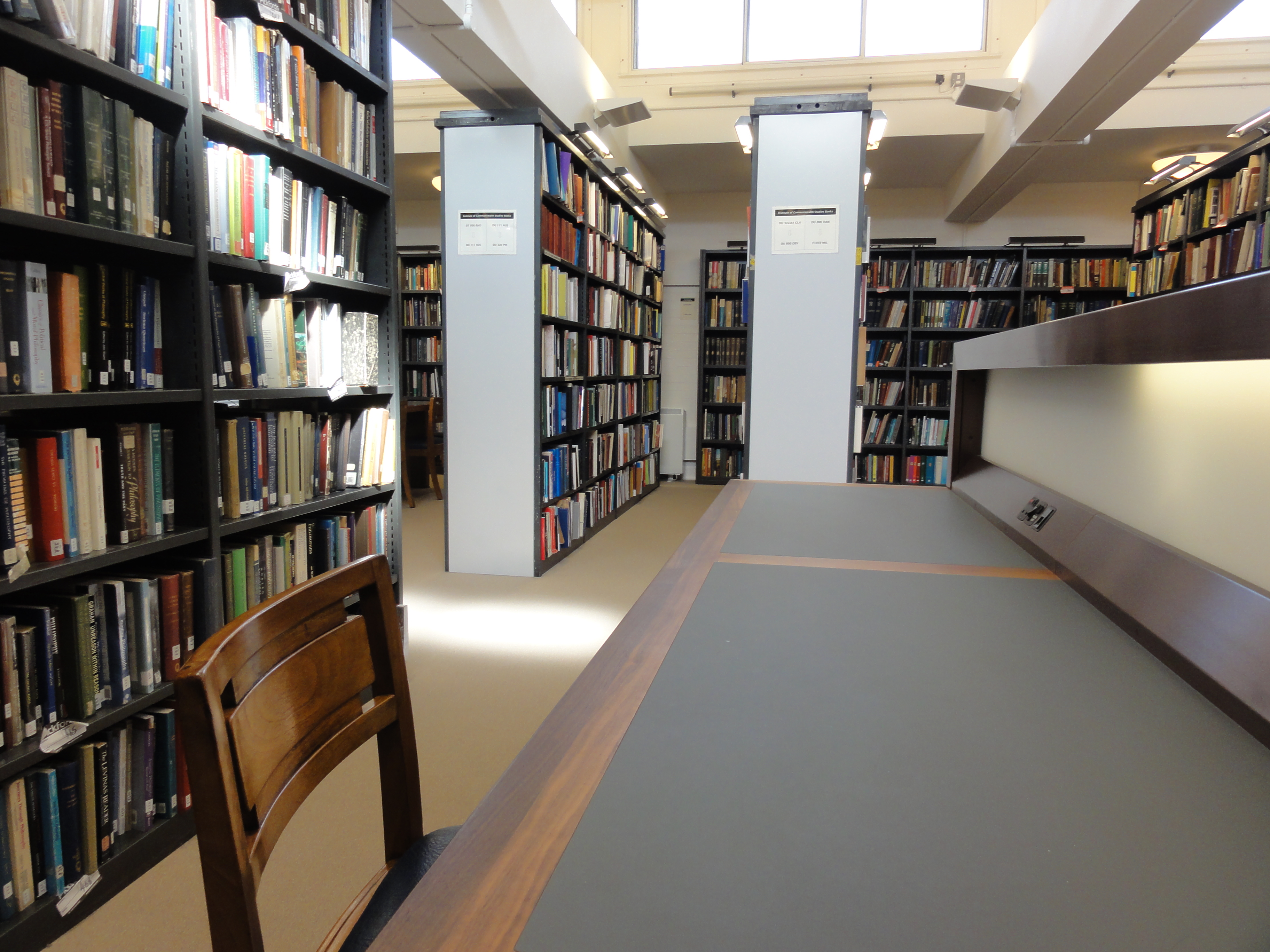